# NGC 4587
NGC 4587 est une petite galaxie lenticulaire relativement rapprochée et située dans la constellation de la Vierge. Sa vitesse par rapport au fond diffus cosmologique est de 1 241 ± 26 km/s, ce qui correspond à une distance de Hubble de 18,3 ± 1,3 Mpc (∼59,7 millions d'al). Cette galaxie a été découverte par l'astronome autrichien Johann Palisa en 1882.
À ce jour, une mesure non basée sur le décalage vers le rouge (redshift) donne une distance d'environ 17,200 Mpc (∼56,1 millions d'al). Cette valeur est à l'intérieur des valeurs de la distance de Hubble. Cependant, cette galaxie est relativement rapprochée du Groupe local. On obtient souvent des distances assez différentes pour les galaxies rapprochées en se basant sur le décalage en raison du mouvement propre de ces galaxies dans le groupe où l'amas où elles sont situées. Cette valeur est peut-être plus près de la distance réelle de cette galaxie. Notons que c'est avec la valeur moyenne des mesures indépendantes, lorsqu'elles existent, que la base de données NASA/IPAC calcule le diamètre d'une galaxie.

## Groupes de M49, de M60 et l'amas de la Vierge
Selon A.M. Garcia, NGC 4587 est l'une des nombreuses galaxies du groupe de M49 (127 au total) qu'il a décrit dans un article publié en 1993. On retrouve dans cette liste 63 galaxies du New General Catalogue dont NGC 4382 (M85), NGC 4472 (M49), NGC 4516, NGC 4649 (M60) ainsi que 20 galaxies de l'Index Catalogue.
D'autre part, NGC 4587 apparait aussi dans une liste de 227 galaxies d'un article publié par Abraham Mahtessian en 1998. Cette liste comporte plus de 200 galaxies du New General Catalogue et une quinzaine de galaxies de l'Index Catalogue. On retrouve dans cette liste 10 autres galaxies du Catalogue de Messier, soit M49, M58, M60, M61, M85, M87, M88, M91, M99 et M100.
Toutes les galaxies de la liste de Mahtessian ne constituent pas réellement un groupe de galaxies. Ce sont plutôt plusieurs groupes de galaxies qui font tous partie d'un amas galactique, l'amas de la Vierge. Pour éviter la confusion avec l'amas de la Vierge, on peut donner le nom de groupe de M60 à cet ensemble de galaxies, car c'est l'une des plus brillantes de la liste. L'amas de la Vierge est en effet beaucoup plus vaste et compterait environ 1300 galaxies, et possiblement plus de 2000, situées au cœur du superamas de la Vierge, dont fait partie le Groupe local,.
De nombreuses galaxies de la liste de Mahtessian se retrouvent dans onze groupes décrits dans l'article d'A.M. Garcia, soit le groupe de NGC 4123 (7 galaxies), le groupe de NGC 4261 (13 galaxies), le groupe de NGC 4235 (29 galaxies), le groupe de M88 (13 galaxies, M88 = NGC 4501), le groupe de NGC 4461 (9 galaxies), le groupe de M61 (32 galaxies, M61 = NGC 4303), le groupe de NGC 4442 (13 galaxies), le groupe de M87 (96 galaxies, M87 = NGC 4486), le groupe de M49 (127 galaxies, M49 = NGC 4472), le groupe de NGC 4535 (14 galaxies) et le groupe de NGC 4753 (15 galaxies). Ces onze groupes font partie de l'amas de la Vierge et ils renferment 396 galaxies. Certaines galaxies de la liste de Mahtessian ne figurent cependant dans aucun des groupes de Garcia et vice versa.